# Trois Adam au paradis
Pour plus de détails, voir Fiche technique et Distribution.
Trois Adam au paradis (Our Girl Friday) est un film britannique réalisé par Noel Langley, sorti en 1953.

## Synopsis
Après une collision en mer, une riche jeune femme, Sadie Patch, se retrouve sur une île déserte en compagnie de trois hommes : Jimmy Carroll, un journaliste, le professor Gibble, un expert en civilisation, et Pat Plunkett, un membre de l'équipage. Des rivalités amoureuses se déclarent bientôt, entre Carroll et Gibble notamment. Mais après qu'ils auront été secourus par un autre navire, c'est Plunkett que Sadie va épouser, juste avant un nouveau naufrage. Sadie et Pat se retrouveront sur l'île.

## Fiche technique
- Titre original : Our Girl Friday
- Titre français : Trois Adam au paradis
- Titre américain : The Adventures of Sadie
- Réalisation : Noel Langley
- Scénario : Noel Langley, d'après le roman The Cautious Amorist de Norman Lindsay
- Direction artistique : Fred Pusey
- Costumes : Loudon Sainthill
- Photographie : Wilkie Cooper
- Son : Basil Fenton-Smith
- Montage : John Seabourne, John Pomeroy
- Musique : Ronald Binge
- Production : George Minter, Noel Langley
- Société de production : George Minter Productions
- Société de distribution : Renown Pictures Corporation
- Pays d'origine :  Royaume-Uni
- Langue originale : anglais
- Format : couleur (Eastmancolor)  — 35 mm — 1,37:1 — son mono
- Genre : Comédie
- Durée : 88 minutes
- Dates de sortie : 
  - Royaume-Uni : 1er décembre 1953
  - France : 10 août 1962

## Distribution
- Joan Collins : Sadie Patch
- George Cole : Jimmy Carrol
- Kenneth More : Pat Plunkett
- Robertson Hare : Professeur Gibble
- Hermione Gingold : le vieille fille
- Walter Fitzgerald : le Capitaine
- Hattie Jacques : Mme Patch
- Felix Felton : M. Patch
- Lionel Murton : Barman
- Anthony Tancred : Smithers
- Peter Sellers : la voix du perroquet